# Lawrence Weiner
Pour les articles homonymes, voir Weiner.

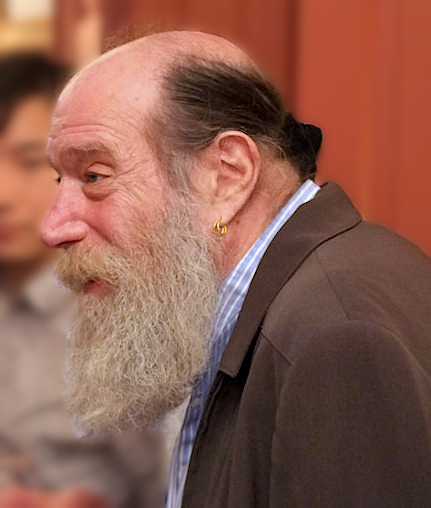
Weiner en 2011

Lawrence Weiner, né le 10 février 1942 dans le Bronx à New York et mort le 2 décembre 2021, est un artiste américain, l'une des figures centrales de l'art conceptuel.
Autodidacte, le texte est la meilleure forme de présentation de son travail.

## Biographie

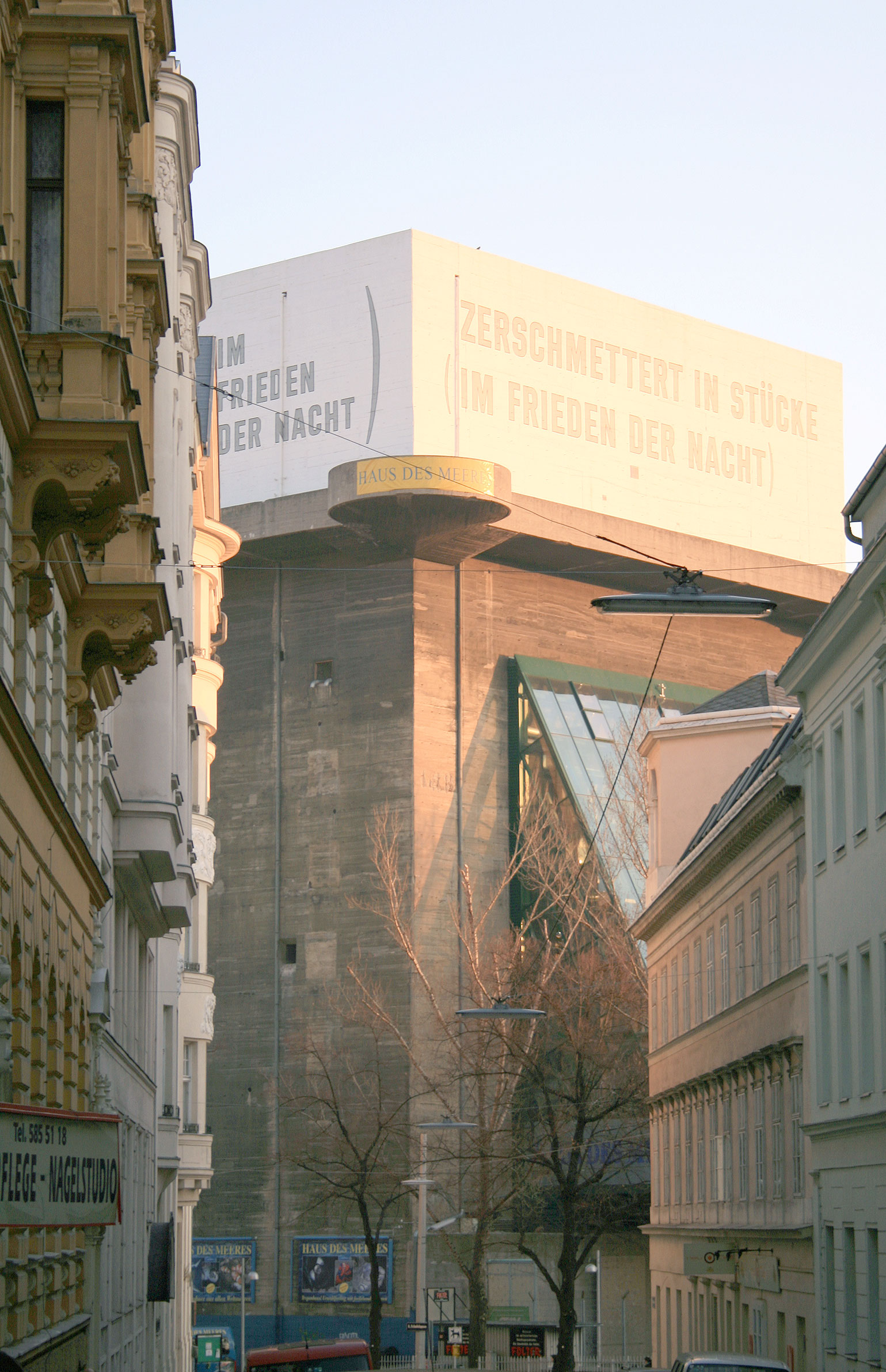
Inscription Zerschmettert in Stücke im Frieden der Nacht (Écrasé en morceaux dans le silence de la nuit) à Vienne en 1991.

En 1960, Lawrence Weiner quitte New York et traverse les États-Unis en stop. En chemin il construit des petites structures qu'il abandonne au bord de la route.
Arrivé en Californie, il réalise une série d'explosions au TNT dans le parc national de Mill Valley près de San Francisco. C'est sa première exposition.
En 1964, à New-York, il essaie de montrer son désintérêt pour la peinture, en tant qu'objet unique, et exécute une série de peintures reproduisant le motif d'une mire de télévision. Ce sont les « Propeller paintings ». Les formats et les techniques sont très variés. Lors leur exposition chez Seth Siegelaub en 1964, à New-York, Lawrence Weiner les met toutes au même prix. Personne ne comprend que ce qui l'intéresse c'est l'idée de peinture et pas l'objet peinture.
Lawrence Weiner décide alors de commencer une nouvelle série de travaux où son désintérêt pour l'objet sera plus manifeste : les Removals. « Pour faire un tableau à partir d'une toile, il me suffisait de prendre un rectangle, d'enlever un rectangle de cette toile, de préférence dans le coin, parce que cela semblait la façon la plus commode de procéder, de la passer pendant un certain temps à la bombe de peinture, puis de lui apposer une bande en haut et une autre en bas. (…) Je demandais au destinataire de l'œuvre de choisir la couleur, la taille, les dimensions du rectangle découpé, car cela n'avait pas vraiment d'importance. »  Avec cette nouvelle procédure, les rôles sont clairs : Lawrence Weiner propose une structure et le destinataire choisit la forme finale de la peinture.
Fin avril 1968, Lawrence Weiner est invité avec Robert Barry et Carl Andre à participer à une exposition collective au Windham College à Putney dans le Vermont. Il y présente Agrafes, Piquets, Corde, Gazon. Lawrence Weiner est très content de sa pièce, mais les étudiants, furieux de ne rien comprendre détruisent la sculpture. Lawrence Weiner accepte la réaction des étudiants. Il se rendait compte qu'il avait oublié, un peu vite, ce qu'il avait mis en place avec les removals.
Il décide alors de ne plus jamais se retrouver dans la position dominante de l'artiste et met en place sa déclaration d'intention : « - 1. L'artiste peut construire le travail - 2. Le travail peut être fabriqué - 3. Le travail peut ne pas être réalisé - Chaque proposition étant égale et en accord avec l'intention de l'artiste le choix d'une des conditions de présentation relève du récepteur à l'occasion de la réception ». Dès lors, Lawrence Weiner présentera indifféremment, la sculpture, réalisée par lui-même (ou par quelqu'un d'autre) ou son énoncé. Ce qu'il faut bien comprendre c'est que dans tous les cas, un texte exposé par Lawrence Weiner n'est pas l'énoncé d'un projet, mais la forme textuelle de travaux déjà réalisés. Le texte étant, pour Lawrence Weiner, la meilleure forme possible, puisque c'est la seule qui permette au destinataire de re-réaliser, ou pas, ce qui est décrit.
Ainsi, le texte étant devenu la matière même du travail de Lawrence Weiner, tous les supports pouvant recevoir du texte deviennent aptes à l'exposition. Ainsi le livre, est chez Weiner un des modes majeurs d'exposition de son travail. Il  crée son premier livre Statements en 1968, un petit livre broché de 64 pages avec des textes décrivant des travaux déjà réalisés par Lawrence Weiner. Édité par la fondation Louis Kellner et Seth Siegelaub. Il participe au fameux Xeroxbook, aussi édité par Seth Siegelaub en 1968.
Depuis le début des années 1970, les retranscriptions murales de ses énoncés ont été son médium principal. Néanmoins, Lawrence Weiner travaille avec un grand nombre de médias, comme la vidéo, le film, les livres, les bandes sonores, la sculpture, la performance, l'installation et le dessin.
Ses œuvres ont été présentées dans les galeries Leo Castelli à New York et Yvon Lambert à Paris. Lawrence Weiner est représenté par la galerie Marian Goodman.
Il meurt d'un cancer le 2 décembre 2021 à l'âge de 79 ans.

## Œuvres
- 1960 : CRATERING PIECES, Mill Valley, Californie.
- 1962 : THE STONE ON THE TABLE, présentée à l'atelier, New-York.
- 1964 : Propeller paintings
- 1965 : Removals
- 1968 : Staples, Stakes, Twine, Turf (d)
- 1971 : Œuvre no 352 Sections contrastées, dessin à la craie bleue sur mur, musée d'art de Toulon.
- 1971 : IN AND OUT - OUT AND IN - AND IN AND OUT - AND OUT AND IN, collection Ghilsain Mollet-Viéville, en depôt au MAMCO (Genève) depuis son ouverture en 1994.
- 1979 : Blocked Off With (Cat.#465) / Obstrué avec, Frac Bourgogne
- 1988 : A HANDFUL OF CHALK - UNE POIGNÉE DE CRAIE, MAGASIN - CNAC, Grenoble.
- 1992 : (Placé) sur un point fixe (Pris) depuis un point fixe. n° 717
- 2008 : STRAIGHT IS THE GATE BUT WATER FINDS ITS OWN LEVEL, musée Grand Curtius, Liège.

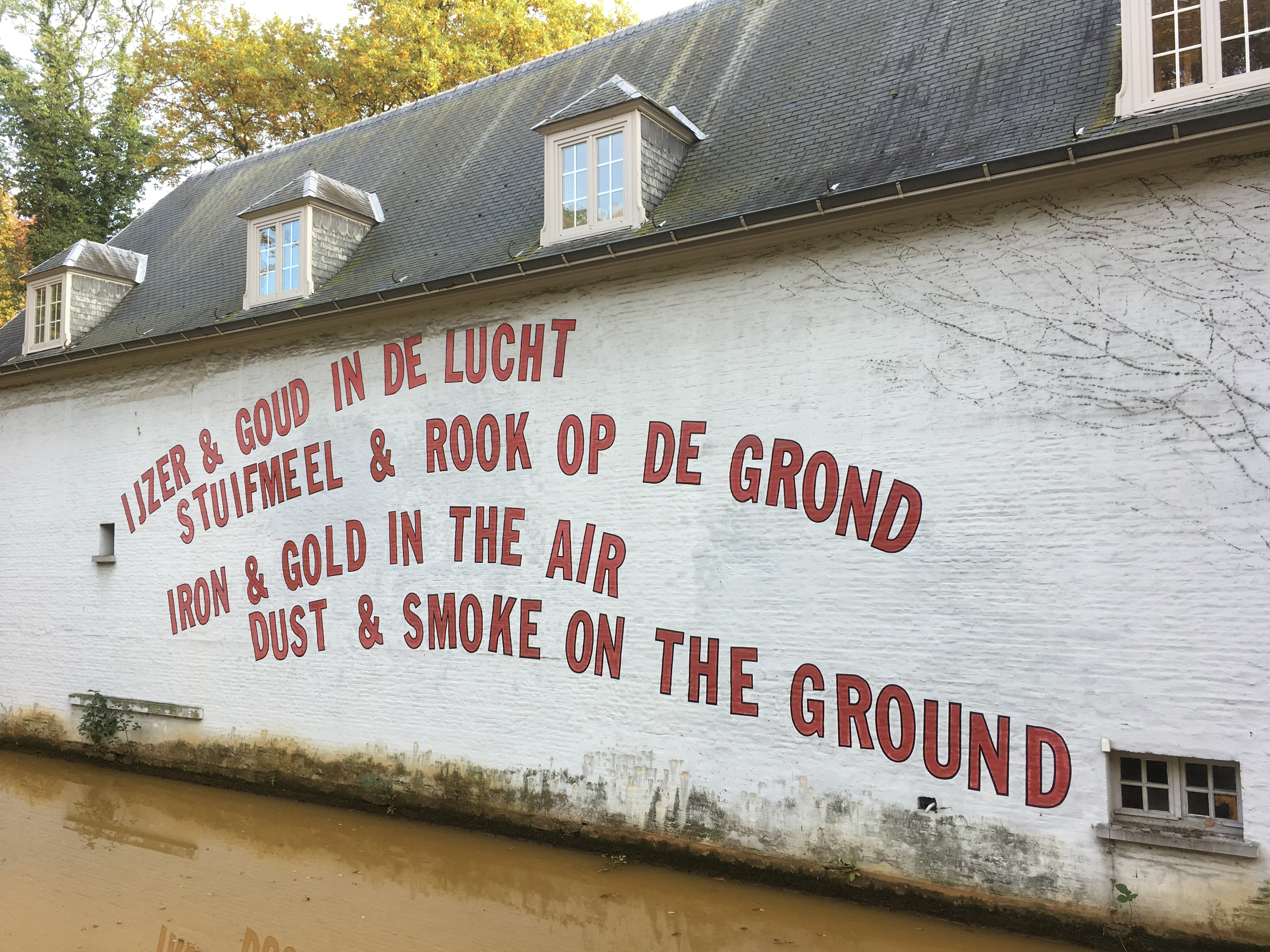
Wind en de wilgen, Pays-Bas.
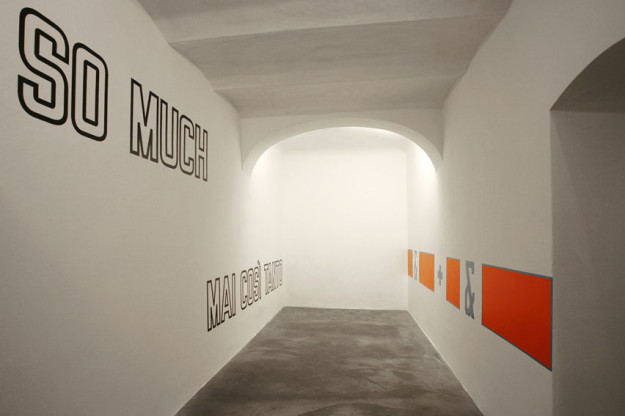
Installation, espace Base / Progetti per l'arte, Florence.
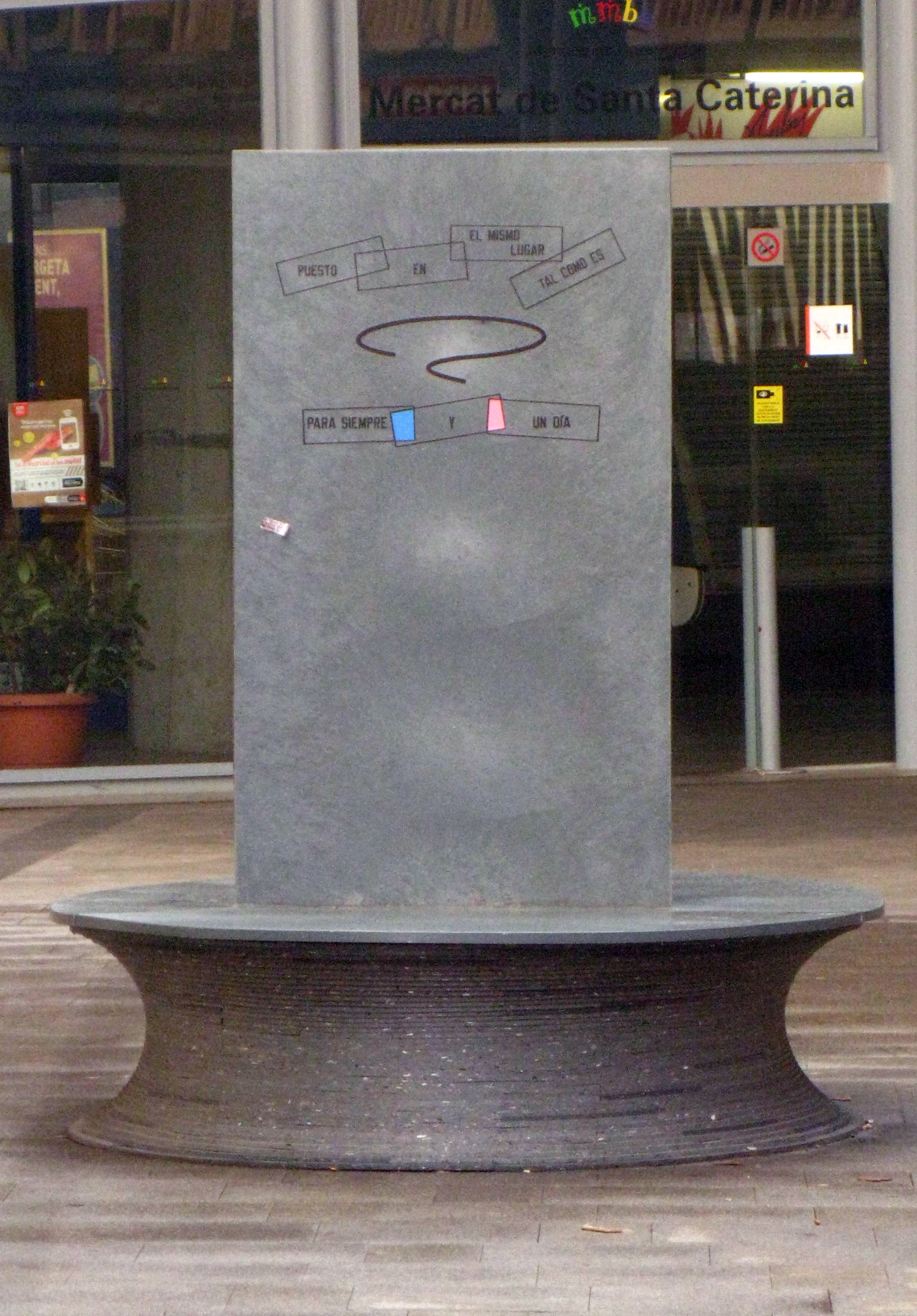
Per sempre i un dia, Barcelone

## Expositions
- 1968 : Windham College, Putney, Vermont.
- 1985 : Three sculptures, exposition avec Reiner Ruthenbeck, Le Consortium, Dijon[6].
- 2012 : dOCUMENTA (13), Cassel.
- 2013 - 2014 : Written on the wind, Stedelijk museum d'Amsterdam.

## Publications
- 2012 : GREEN AS WELL AS BLUE AS WELL AS RED, Brest, Zédélé éditions , collection Reprint. (Première édition : Londres, Jack Wendler, 1972.)